# کاترین هانتر
کاترین هانتر (انگلیسی: Kathryn Hunter؛ زادهٔ ۹ آوریل ۱۹۵۷) بازیگر اهل ایالات متحده آمریکا است.
از فیلم‌ها یا برنامه‌های تلویزیونی که وی در آن نقش داشته است می‌توان به تراژدی مکبث، هری پاتر و محفل ققنوس و همه یا هیچ اشاره کرد.